# Black Panties
Black Panties  är ett musikalbum av R. Kelly från 2013 som innehåller bland annat låtarna "My Story" med rapparen 2 Chainz, Shut Up, "Throw Money On You" och "Genius".

## Låtlista
1. "Legs Shakin" (featuring Ludacris)
2. "Cookie"
3. "Throw Money On You"
4. "Prelude"
5. "Marry the Pussy"
6. "You Deserve Better"
7. "Genius"
8. "All the Way" (featuring Kelly Rowland)
9. "My Story" (featuring 2 Chainz)
10. "Right Back"
11. "Spend That" (featuring Young Jeezy)
12. "Crazy Sex"
13. "Shut Up"